# Preußische G 5.5
| Preußische G 5.5 Mecklenburgische XX (G 5.4) Elsaß-Lothringische G 5.5 DR-Baureihen 54.10, 54.12 NMBS/SNCB-Reihe 74 | Preußische G 5.5 Mecklenburgische XX (G 5.4) Elsaß-Lothringische G 5.5 DR-Baureihen 54.10, 54.12 NMBS/SNCB-Reihe 74 | Preußische G 5.5 Mecklenburgische XX (G 5.4) Elsaß-Lothringische G 5.5 DR-Baureihen 54.10, 54.12 NMBS/SNCB-Reihe 74 |
| --- | --- | --- |
| | | |
| Nummerierung: | pr. Hannover 4301–4320, Halle 4340–4347 EL 4271–4273 DR 54 1076–1092                                                | MFFE 451–459 DR 54 1201–1203                                                                                        |
| Anzahl: | PrStE 23–28 EL 3 | 9 |
| Hersteller: | Borsig, Grafenstaden, Humboldt                                                                                      | Linke |
| Baujahr(e): | 1909–1910, 1912 | 1906–1913 |
| Ausmusterung: | bis 1951 | bis 1930 |
| Achsformel: | 1'C n2v | 1'C n2v |
| Gattung: | G 34.14 | G 34.14 |
| Spurweite: | 1435 mm | 1435 mm |
| Länge über Puffer:                                                                                                  | 16.168 mm | 16.168 mm |
| Höhe: | 4180 mm | 4180 mm |
| Gesamtradstand: | 6000 mm | 6000 mm |
| Leermasse: | 48,80 t | 49,70 t |
| Dienstmasse: | 55,10 t | 54,40 t |
| Reibungsmasse: | 44,10 t | 42,20 t |
| Radsatzfahrmasse:                                                                                                   | 14,70 t | 14,07 t |
| Höchstgeschwindigkeit:                                                                                              | 65 km/h | 60 km/h |
| Indizierte Leistung:                                                                                                | 574 PS/750 kW | |
| Treibraddurchmesser:                                                                                                | 1350 mm | 1350 mm |
| Laufraddurchmesser:                                                                                                 | 1000 mm | 1000 mm |
| Steuerungsart: | Heusinger | Heusinger |
| Zylinderanzahl: | 2 | 2 |
| HD-Zylinderdurchmesser:                                                                                             | 500 mm | 500 mm |
| ND-Zylinderdurchmesser:                                                                                             | 750 mm | 750 mm |
| Kolbenhub: | 630 mm | 630 mm |
| Kesselüberdruck: | 12 bar | 12 bar |
| Anzahl der Heizrohre:                                                                                               | 216 | 222 |
| Heizrohrlänge: | 4124 mm | 4124 mm |
| Rostfläche: | 2,30 m² | 2,30 m² |
| Strahlungsheizfläche:                                                                                               | 10,80 m² | 10,70 m² |
| Rohrheizfläche: | 126,20 m² | 129,10 m² |
| Verdampfungsheizfläche:                                                                                             | 137,00 m² | 139,80 m² |
| Tender: | pr. 3 T 12 | meck. 3 T 12 |
| Wasservorrat: | 12 m³ | |
| Brennstoffvorrat:                                                                                                   | 5 t Kohle | |

Die Dampflokomotiven der Gattung G 5.5 der Preußischen Staatseisenbahnen waren Güterzuglokomotiven in Verbundbauart. Diese Lokomotiven besaßen jedoch gegenüber den weitgehend baugleichen Lokomotiven der Gattung G 5.4 eine Adamsachse statt eines Krauss-Helmholtz-Lenkgestelles. Bei der Großherzoglich Mecklenburgischen Friedrich-Franz-Eisenbahn wurden Lokomotiven dieses Typs in die Gattung XX, ab 1910 G 5.4 eingeordnet. Nach der Gründung der Deutschen Reichsbahn wurden sie in die Baureihen 54.10 und 54.12 eingeordnet. Die Lokomotiven waren noch bis nach dem Zweiten Weltkrieg im Einsatz.

## Geschichte

### Preußische Staatsbahnen
Anfang des 20. Jahrhunderts gab es keine Einigkeit bezüglich der günstigen Konstruktion von führenden Laufachsen. Es wurden die verschiedensten Konstruktionen (Adamsachse, Bisselgestell, Krauss-Helmholtz-Lenkgestell, Drehgestell) diskutiert. Vor allem der Lokomotiv-Beschaffungs-Dezernent der preußischen Eisenbahnen Robert Garbe bevorzugte Bisselgestelle und Drehgestelle gegenüber Krauss-Helmholtz-Lenkgestellen. Infolge dieser Debatte wurden im Anschluss an die mit den Lenkgestellen versehenen Lokomotiven der Gattung G 5.4 1909/1910 eine kleinere Serie von Lokomotiven mit einer verbesserten Konstruktion der Adamsachse. Das Musterblatt für die Konstruktion erhielt die Bezeichnung III3n. Eingesetzt wurden die Lokomotiven in den Direktionsbezirken Halle und Hannover.
Die genaue Anzahl der Lokomotiven der Gattung schwankt in der Literatur zwischen 23 und 28. Insbesondere die Zuordnung der Lokomotiven Halle 4340 bis 4344 ist strittig. Nach dem Ersten Weltkrieg wurden sieben Lokomotiven als Reparation an Polen (Ti-4) und fünf an Belgien abgegeben. Die Deutsche Reichsbahn zeichnete 1925 16 Maschinen um. Sie erhielten die Nummern 54 1067–1069 (Halle 4340, 4342, 4344) sowie 54 1080–1092. 1941 erhielten vier der nach Polen abgegebenen Lokomotiven die Reichsbahnnummern 54 1121, 1141, 1157, 1185.

### Mecklenburgische Friedrich-Franz-Eisenbahn
Bei der Friedrich-Franz-Eisenbahn in Mecklenburg nahm ab 1900 der Verkehr auf der Zubringerroute zum Fährhafen Warnemünde stark zu. Für den Güterverkehr auf der Relation wurden deshalb im Zeitraum 1906 bis 1913 neun Lokomotiven nach dem Vorbild der preußischen Gattung G 5.4 beschafft. Bei der vorderen Laufachse wählte man aber statt des Krauss-Helmholtz-Lenkgestelles eine Adamsachs-Konstruktion. Man hoffte damit die Abnutzung der Radreifen reduzieren zu können und den Oberbau weniger stark zu belasten. Die Lokomotiven konnten einen 790 t schweren Zug in der Ebene mit 50 km/h und 375 t auf einer Steigung mit 10 ‰ mit 25 km/h befördern.
Die Lokomotiven mit den Bahnnummern 451 bis 459 wurden in die Gattung XXI eingeordnet. Ab 1910 erhielten sie die Gattungsbezeichnung G 5.4. Nach dem Ersten Weltkrieg mussten fünf Lokomotiven als Reparation an Belgien abgegeben werden. Dort erhielten sie die Bezeichnung B 7400 bis 7404 und wurden bis 1931 ausgemustert. Durch die Deutsche Reichsbahn wurden noch drei Lokomotiven in 54 1201 bis 1203 umgezeichnet. Die Ausmusterung erfolgte bis 1930.

### Reichseisenbahnen in Elsaß-Lothringen
Für die Reichseisenbahnen in Elsaß-Lothringen wurden 1912 von der Elsässischen Maschinenbau-Gesellschaft Grafenstaden drei Lokomotiven nach den Zeichnungen der preußischen G 5.4 jedoch mit einer verbesserten Adamsachse (Bisselgestell Bauart Krauss) gefertigt. Ab 1912 erhielten die Lokomotiven die Bahnnummer 4271 bis 4273. 1938 erhielt die 4273 bei der SNCF die Bezeichnung 130-C-273.

## Konstruktive Merkmale
Die Konstruktion der Lokomotive basierte auf den Vorläufermodellen G 5.3 und G 5.4. Der Innenrahmen bestand aus 25 mm dicken Blechplatten. Der Langkessel wurde aus drei genieteten Schüssen gefertigt. Der Dampfdom mit dem Flachschieberregler saß auf dem mittleren Schuss. Das Ramsbottom-Sicherheitsventil befand sich vor dem Führerhaus. Die Kesselspeisung erfolgte durch zwei Strube-Dampfstrahlpumpen.
Das außenliegende Zweizylinder-Nassdampftriebwerk war leicht geneigt. Die Dampfmaschine arbeitete auf die mittlere Kuppelachse. Der Hochdruckzylinder befand sich auf der rechten und der Niederdruckzylinder auf der linken Seite. Die Heusinger-Steuerung war außenliegend. Es wurde eine Anfahrvorrichtung von Borries eingesetzt.
Das Laufwerk war an vier Punkten abgestützt. Die einzelnen Blattfederpakete waren unter den Achslagern angeordnet. Die Federpakete des Laufradsatzes und der ersten Kuppelachse sowie die der beiden hinteren Achsen waren jeweils durch Ausgleichshebel verbunden. Der Laufradsatz war als Adamsachse mit einer Seitenverschiebbarkeit von jeweils 45 mm ausgeführt. Bei den preußischen Lokomotiven besaß der Laufradsatz eine Rückstellung mittels Schraubenfedern.
Die Lokomotiven verfügten über eine Handbremse sowie später eine Westinghouse-Druckluftbremse. Der Sandkasten befand sich auf dem hintersten Kesselschuss. Der Sandstreuer sandete den mittleren Achssatz von vorn.